# John Young, 1. Baron Lisgar

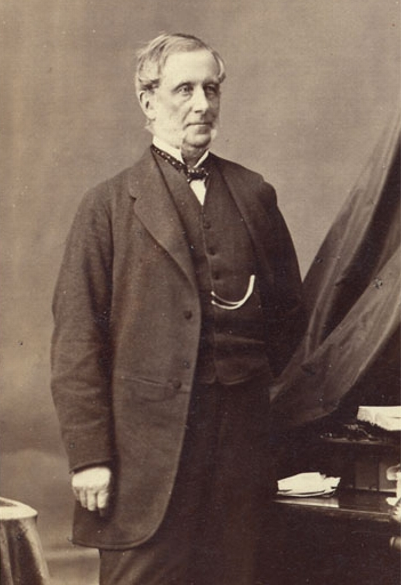
John Young, 1. Baron Lisgar (um 1876)

John Young, 1. Baron Lisgar GCB, GCMG, PC (* 31. August 1807 in Bombay, Indien; † 6. Oktober 1876 in Bailieborough, Irland), 1848 bis 1870 als Sir John Young, 2. Baronet bekannt, war ein britischer Kolonialbeamter und der zweite Generalgouverneur von Kanada.

## Leben
John Young wurde 1807 als ältester Sohn von Sir William Young, 1. Baronet, und seiner Frau Lucy Frederick in Bombay geboren; sein Vater war Anteilseigner und ein Direktor der Ostindien-Kompanie. Er studierte am Eton College und am Corpus Christi College der Universität Oxford, wo er 1829 in Rechtswissenschaften abschloss. Schon 1831 wurde er für die Torys in seinem heimatlichen Wahlbezirk County Cavan in das britische Unterhaus gewählt, dem er bis 1855 angehörte. 1834 wurde an der Rechtsanwaltskammer Lincoln’s Inn als Barrister zugelassen, arbeitete jedoch nie als Rechtsanwalt. Von 1841 bis 1844 amtierte er als Lord of the Treasury und von 1844 bis 1846 als Secretary to the Treasury. 1848 erbte er von seinem Vater den Titel eines Baronet, of Bailieborough Castle in the County of Cavan, und im selben Jahr wurde er oberster Verwalter (Lord High Commissioner) der Ionischen Inseln, die zu dieser Zeit ein britisches Protektorat waren. Nachdem ein Bericht an die Öffentlichkeit gelangt war, in dem er unpopuläre Verwaltungsmaßnahmen propagierte, wurde er abberufen, wenn auch in Ehren. 1852 wurde er ins Privy Council aufgenommen und war von 1852 bis 1855 Chief Secretary for Ireland. 1861 bis 1867 diente er dann als Gouverneur von New South Wales in Australien.
Am 29. Dezember 1868 wurde Young zum Generalgouverneur von Kanada und Gouverneur von Prince Edward Island ernannt. Bereits im ersten Jahr seiner Amtszeit brach die Red-River-Rebellion unter Louis Riel aus und Young sprach den Rebellen, die lediglich eine eigene Provinz unter der britischen Krone forderten, am 6. Dezember 1869 eine Amnestie zu, die jedoch nie auf ihre Anführer angewendet wurde. Die Überführung Ruperts Lands von der Hudson’s Bay Company in den kanadischen Staat wurde durch die Rebellion verzögert, und so war Young bis August 1870 auch Generalgouverneur dieses Gebietes. Schon im Juni 1870 hatte er British Columbia die Bereitschaft der Kanadischen Föderation zur Aufnahme signalisiert, was 1871 mit der Vereinbarung zu einer transkontinentalen Eisenbahn-Verbindung zur Aufnahme als neuer Provinz führte. Am 26. Oktober 1870 wurde er als Baron Lisgar, of Lisgar and Bailieborough in the County of Cavan, zum Peer erhoben, womit ein Sitz im House of Lords verbunden ist. 1870 bis 1871 stand Lord Lisgar in wirtschaftlichen Beziehungen wiederholt zwischen den Interessen der Krone und dem kanadischen Premierminister John Macdonald. Aus gesundheitlichen Gründen lehnte er 1872 die erneute Ernennung zum Generalgouverneur ab und verstarb 1876.
Seine 1835 geschlossene Ehe mit Adelaide Annabella Dalton († 1895) blieb kinderlos. Seine Witwe heiratete 1878 Sir Francis Charles Fortescue Turville († 1889). Da er keine Söhne hatte, erlosch seine Baronie bei seinem Tod; seine Baronetcy fiel an seinen Neffen William Muston Need Young (1847–1934), 3. Baronet.